# Agim Karagjozi
Agim Karagjozi (ur. wrzesień 1926 w Gjirokastrze, zm. 1 kwietnia 2018 na Long Island) – działacz Balli Kombëtar, z wykształcenia elektryk.

## Życiorys
W latach 1943–44 był aktywnym członkiem organizacji Balli Kombëtar; działał w Gjirokastrze, Wlorze i Tiranie. Latem 1944 był zgłosił się jako ochotnik do batalionu Besnik Çano, który walczył z czetnikami na terenie Kosowa.
W listopadzie 1944 opuścił Albanię i przedostał się do Włoch, gdzie mieszkał przez 4 lata w obozach dla uchodźców. W latach 1948–1956 mieszkał w Stambule, gdzie ukończył studia w branży inżynierii i elektryki na uczelni American Robert College of Istanbul.

### Działalność w Stanach Zjednoczonych
Od 1956 roku mieszkał w Stanach Zjednoczonych, gdzie spędził resztę życia.
W 1960 roku został członkiem Federacji Panalbańskiej „Vatra”, a w latach 1992–2010 był jej głównym przewodniczącym.